# Bekir Özlü
Bekir Özlü vlastním jménem Betkil Šukvani (gruzínsky ბეთქილ შუქვანი), (* 30. srpen 1988 v Mestii, Sovětský svaz) je gruzínský zápasník – judista, který od roku 2015 reprezentuje Turecko.

## Sportovní kariéra
V gruzínské seniorské reprezentaci se pohyboval od roku 2008, ale na pozici reprezentační jedničky v superlehké váze útočil až s příchodem Rakouského trenéra Peter Seisenbachera. V roce 2012 vyhrál nominaci na olympijské hry v Londýně s Amiranem Papinašvilim. V předkole olympijského turnaje porazil Australana Dickense a v dalším kole se utkal s Francouzem Sofianem Milousem. V zápase se ujal vedení na juko a měl jeho průběh pod kontrolou. V posledních sekundách však polevil v útoku ve snaze udržet náskok a Milous ho sedm sekund před koncem strhnul k zemi na ippon. Jak se později ukázalo tak měl během olympijských her vážný konflikt s jinými gruzínskými judisty a s vedením svazu za svou přehnanou až provokativní podporu Bizdini Ivanišviliho (Demokrat). Tehdejší vedení svazu bylo opačné politické orientace (Nacionalisté). Jeho svérázná horalská povaha (Svan) ho po odchodu Seisenbachera stála místo v gruzínské reprezentaci. V roce 2014 se zkoušel prosadit v ázerbájdžánské reprezentaci, ale nakonec se v roce 2015 dohodl s představiteli tureckého judistického svazu, jehož reprezentačním trenérem je původem Čečenec Hüseyin Özkan. Od roku 2015 startuje za Turecko pod změněným jménem Bekir Özlü. V roce 2016 se kvalifikoval na olympijské hry v Riu, ale vypadl v prvním kole s Britem Ashley McKenziem.

## Výsledky
| Olympijské hry     | —  |     |    |   | —   |   |   |     | úč. |   |   |     | úč. |     |     |     |  |  |  |  |  |  |  |  |  |  |  |
| Mistrovství světa  |    | —   |    | — |     | — | — | úč. |     | — | — | úč. |     | úč. | úč. |     |  |  |  |  |  |  |  |  |  |  |  |
| Evropské hry       |    |     |    |   |     |   |   |     |     |   |   | —   |     |     |     | úč. |  |  |  |  |  |  |  |  |  |  |  |
| Mistrovství Evropy | —  | —   | —  | — | —   | — | — | 2.  | 7.  | — | — | —   | 5.  | 7.  | úč. | úč. |  |  |  |  |  |  |  |  |  |  |  |
| ME do 23 let       | —  | úč. | —  | — | úč. | — | — |     |     |   |   |     |     |     |     |     |  |  |  |  |  |  |  |  |  |  |  |
| ME juniorů         | —  | —   | 3. | — |     |   |   |     |     |   |   |     |     |     |     |     |  |  |  |  |  |  |  |  |  |  |  |
| ME dorostenců      | 2. |     |    |   |     |   |   |     |     |   |   |     |     |     |     |     |  |  |  |  |  |  |  |  |  |  |  |